# Rolschaatsbaan AGOR
Il Rolschaatsbaan AGOR è un club di hockey su pista avente sede a Dordrecht nei Paesi Bassi.

## Palmarès

### Titoli nazionali
- Campionato olandese: 4

1995, 1996, 1997, 1999